# Euryte
Euryte is een geslacht van eenoogkreeftjes uit de familie van de Cyclopidae.

## Soorten
- Euryte bellatula Humes, 1991
- Euryte brevicauda Sewell, 1949
- Euryte curticornis Sars G.O., 1913
- Euryte grata Herbst, 1989
- Euryte longicauda Philippi, 1843
- Euryte longiseta Grandori, 1926
- Euryte propinqua Brady, 1910
- Euryte pseudorobusta Vervoort, 1964
- Euryte robusta Giesbrecht, 1900
- Euryte sewelli Vervoort, 1964
- Euryte similis Scott T., 1912
- Euryte verecunda Humes, 1992